# 大野芳雄
大野 芳雄（おおの よしお、1942年2月28日 -  ）は、日本の経営者。鹿児島銀行頭取を務めた。

## 来歴・人物
石川県加賀市出身。1964年に京都大学経済学部を卒業し、同年4月に日本銀行に入行した。1988年3月に鹿児島銀行顧問に就任し、同年6月に専務を経て、1990年10月には副頭取に就任し、1992年6月には頭取に昇格。2006年6月に会長に就任し、2010年6月には特別顧問に就任。